# Anadara brasiliana
Anadara brasiliana is een tweekleppigensoort uit de familie van de Arcidae. De wetenschappelijke naam van de soort werd in 1919 voor het eerst geldig gepubliceerd door Jean-Baptiste de Lamarck.